# Grzegorz Majewski
Grzegorz Piotr Majewski (ur. 12 marca 1985 w Zduńskiej Woli) – wicewojewoda łódzki (od 2024).

## Życiorys
Z wykształcenia jest matematykiem, ukończył matematykę stosowaną na Politechnice Łódzkiej oraz podyplomowe studia Menadżerów Samorządu Terytorialnego w Szkole Głównej Handlowej w Warszawie. Pracował jako informatyk i specjalista do spraw funduszy europejskich. Od 28 grudnia 2021 roku był Głównym Specjalistą w Zarządzie Gospodarowania Odpadami w Łodzi, a następnie od 21 lutego 2022 roku dyrektorem ZGO w Łodzi.
Od 2005 roku był związany z Sojuszem Lewicy Demokratycznej, a następnie z Nową Lewicą. W latach 2008–2011 był przewodniczącym Federacji Młodych Socjaldemokratów w Łodzi. Był rzecznikiem prasowym i członkiem Zarządu Miejskiego SLD w Łodzi. Pełni funkcję sekretarza Łódzkiej Rady Wojewódzkiej Nowej Lewicy. W 2023 roku został szefem komitetu lewicy w województwie łódzkim, w ramach niniejszej funkcji koordynował pracami w okręgach 9, 10 i 11. 16 stycznia 2024 roku został nominowany na stanowisko wicewojewody łódzkiego.

## Wyniki wyborcze
| Wybory | Komitet wyborczy | Komitet wyborczy | Organ                        | Okręg | Wynik        |
| ------ | ---------------- | ---------------- | ---------------------------- | ----- | ------------ |
| 2018   |                  | SLD Lewica Razem | Sejmik Województwa Łódzkiego | nr 1  | 6566 (2,22%) |